# 加菲爾德冰川
74°57′S 136°35′W / 74.950°S 136.583°W
加菲爾德冰川（英語：Garfield Glacier）是南極洲的冰川，位於瑪麗伯德地，全長11公里，最終注入赫爾灣，該海崖根據美國地質調查局的測量和美國海軍的空中照片被繪入地圖。